# Jerka
Jerka is een plaats in het Poolse district  Kościański, woiwodschap Groot-Polen. De plaats maakt deel uit van de gemeente Krzywiń en telt 1414 inwoners.